# Megasaray Hotels Open 1 2025
Il Megasaray Hotels Open 2025 1 è un torneo professionistico di tennis femminile giocato sul cemento. È la 2ª edizione del torneo, facente parte della categoria WTA 125 nell'ambito del WTA 125 2025. Si è giocato al Megasaray Tennis Academy di Adalia in Turchia dal 17 al 23 marzo 2025. Questa è stata la prima di una serie di tre eventi consecutivi che si sono giocati nella stessa località.

## Partecipanti al singolare

### Teste di serie
| Nazionalità | Giocatrice          | Ranking* | Testa di serie |
| ----------- | ------------------- | -------- | -------------- |
| Colombia    | Emiliana Arango     | 80       | 1              |
| Francia     | Diane Parry         | 90       | 2              |
| Paesi Bassi | Arantxa Rus         | 92       | 3              |
| Svizzera    | Jil Teichmann       | 98       | 4              |
| Argentina   | María Carlé         | 103      | 5              |
| Romania     | Anca Todoni         | 105      | 6              |
| Spagna      | Nuria Párrizas Díaz | 106      | 7              |
| Cina        | Wei Sijia           | 117      | 8              |

* Ranking al 3 marzo 2025.

### Altre partecipanti
Le seguenti giocatrici hanno ricevuto una wild card per il tabellone principale:
- Ayla Aksu
- Çağla Büyükakçay
- Deniz Dilek
- Ada Kumru

Le seguenti giocatrici sono passate dalle qualificazioni:
- Noma Noha Akugue
- Elena Pridankina
- Margaux Rouvroy
- Tamara Zidanšek

## Partecipanti al doppio

### Teste di serie
| Nazione  | Giocatrice             | Nazione     | Giocatrice         | Rank1 | Teste di serie |
| -------- | ---------------------- | ----------- | ------------------ | ----- | -------------- |
| Spagna   | Yvonne Cavallé Reimers | Italia      | Angelica Moratelli | 144   | 1              |
| Giappone | Nao Hibino             | Giappone    | Makoto Ninomiya    | 160   | 2              |
| Belgio   | Magali Kempen          | Regno Unito | Maia Lumsden       | 178   | 3              |
|          | Amina Anšba            |             | Elena Pridankina   | 188   | 4              |

* Ranking al 3 marzo 2025.

### Altre partecipanti
La seguente coppia di giocatrici ha ricevuto una wild card per il tabellone principale:
- Deniz Dilek /  Ada Kumru

## Campionesse

### Singolare
Anca Todoni ha sconfitto in finale  Leyre Romero Gormaz con il punteggio di 6-3, 6-2.

### Doppio
Maja Chwalińska /  Anastasia Dețiuc hanno sconfitto in finale  Jesika Malečková /  Miriam Škoch con il punteggio di 4-6, 6-3, [10-2].